# 桂敬汉
桂敬汉（1987年6月30日—），安徽宣城人，中国科学院上海有机化学研究所研究员，中国科学院大学博士生导师。

## 生平
2007年本科毕业于安徽师范大学，2012年于中国科学院上海有机化学研究所获博士学位，同年留所工作。随后在美国斯克里普斯研究所做博士后研究。现任中国科学院上海有机化学研究所研究员、课题组长。

## 学术贡献
主要从事复杂天然产物的高效合成研究工作。在Science, Nature, J. Am. Chem. Soc., Angew. Chem. Int. Ed.等期刊发表SCI论文20余篇。获得国家基金委优秀青年科学基金等项目资助。

## 奖项和荣誉
- 2020年，第二届中国化学会“菁青化学新锐奖”[5]
- 2020年，中国化学会青年化学奖[6]
- 2021年，上海科技青年35人引领计划[7]
- 2021年，第三届“科学探索奖”[8]
- 2022年，《天然产物报告》新锐科学家奖[9]
- 2022年，第一届“中国科学院青年五四奖章”[10]